# Маковецькі
Маковецькі (пол. Makowieccy) — польський шляхетський рід гербу Помян. Походив з Куявії (нині — у складі Польщі). Представники роду мали впливові посади в анексованих Польським Королівством українських землях (зокрема, каштеляна Кам'янця, старости Теребовлі), представниці роду були дружинами представників впливових тоді родів.

## Представники
- Ян — ротмістр, дід Рафала Казімежа[2]
- Рафал Казімеж — кам'янецький каштелян, теребовлянський староста
- Ґжеґож (помер 1568) — брат Героніма, галицький: підсудок земський 1557, хорунжий 1563, посол на сейм Руського воєводства у 1556—1557, 1562—1563, 1563—1564, 1567; належав до групи — противників екзекуції дібр;[3] чоловік Анни Дубравської, вдови Івана Дідушицького[4]
- Геронім (пом. бл. 1582) — секретар Миколи Радзивілла «Чорного», секретар королівський; намісник несвіцький; у 1582 отримав від його сина Миколи «Сирітки» місто Високе, села Осипи, Пожеги (Підляшшя); мав сина-тезку (пом. бл. 1619)[3]
- Войцех — загинув у битві під Цецорою
- Лукаш Францішек — теребовлянський староста[5]
- Катажина з Маковецьких Потоцька — дружина королівського полковника, внука Друзяни Язловецької Станіслава Потоцького (пом. після 1671 р.)[6]
- Ян Казімеж — шамбелян, каштелян слонімський[7]
- Міхал — скарбник червоногродський, дідич Шатави, Михайлівки
  - Стефан (бл. 1730—1801) — червоногордський скарбник, барський конфедерат, син попереднього, дідич Шатави, Михайлівки; маршалок сеймику boni ordinis у Кам'янці-Подільському у вересні 1760; у 1761—1767 сприяв відбудові міста, замку в Кам'янці-Подільському, запровадив освітлення вулиць[8] був похований у костелі в Михайлівці[9]
    - Ян Людвік — ушицький хорунжий

- Нарциз Едвард (1786—1868) — небіж Яна Людвіка, маршалок шляхти Ушицького повіту, дружена — з Саломея з Качковських
- ? з Маковецьких Стадницька — старостянка дембовецька, дружина Юзефа Стадницького — каштеляна любачівського, белзького (пом. 1737)[10]
- Пйотр — брат теребовлянського старости, перемиський мечник[11]